# Lạt Bố
Lạt Bố (tiếng Trung: 喇布; 1654 – 1681) là một hoàng thân của nhà Thanh trong lịch sử Trung Quốc, người thừa kế 1 trong 12 tước vị Thiết mạo tử vương.

## Cuộc đời
Lạt Bố sinh vào giờ Thìn, ngày 9 tháng 8 (âm lịch) năm Thuận Trị thứ 11 (1654), trong gia tộc Ái Tân Giác La. Ông là con trai thứ hai của Giản Thuần Thân vương Tế Độ, mẹ ông là Thứ Phúc tấn Hàng thị (杭氏).
Năm Khang Hi thứ 7 (1668), ông được phong Tam đẳng Phụ quốc Tướng quân (三等辅国将军). Năm thứ 9 (1670), em trai của ông là Đức Tắc qua đời mà không có con trai, nên ông tập tước Giản Thân vương (簡親王) đời thứ 3, tức Trịnh Thân vương đời thứ 4. Năm thứ 13 (1674), tháng 9, Bình Tây vương Ngô Tam Quế tạo phản, ông được phong làm Dương Uy Đại tướng quân (扬威大将军), suất quân đóng giữ Giang Ninh.
Năm thứ 15 (1676), ông di chuyển quân đội đến Giang Tây, trấn thủ Nam Xương, nhiều lần đem quân cứu viện Đông Hương, tấn công Bà Dương, đại phá Kim Khê, Vạn Niên. Những thuộc cấp của Ngô Tam Quế là Cao Đắc Tiệp (高得捷), Hàn Đại Nhâm (韩大任) đánh hạ Cát An, triều đình hạ chiếu thúc giục ông tiến quân. Lúc này ông đang trú thủ Nam Xương, không xuất quân tấn công Cát An, đóng quân ở Loa Tử Sơn (螺子山), bị địch quân đến công kích, toàn quân đại bại. Khang Hi Đế sai Thị lang Ban Địch (班迪) đè bại trạng xuống, Lạt Bố mới đốc quân vây công Cát An.
Năm thứ 16 (1677), địch rút quân, ông dẫn quân tiến vào Cát An, ông thượng tấu báo bọn Hàn Đại Nhâm đóng quân ở Ninh Đô thỉnh hàng, triều đình chuẩn tấu. Không lâu sau, Hàn Đại Nhầm lại suất quân quấy nhiễu Cát An, Thái Hòa, Lạt Bố liền thỉnh cầu tăng binh. Khang Hi Đế dụ: 
| “ | "简亲王喇布自至江西, 无尺寸之功, 深居会城, 虚糜廪饷. 迨赴吉安, 以重兵围城, 而韩大任窜逸, 窃踞宁都, 复扰万安, 泰和, 不能击灭. 喇布所辖官兵为数不为少, 乃一大任不能翦除, 宜严加处分, 俟事平日议罪. . Giản Thân vương Lạt Bố tự chí Giang Tây, vô xích thốn chi công, thâm cư hội thành, hư mi lẫm hướng. Đãi phó Cát An, dĩ trọng binh vi thành, nhi Hàn Đại Nhâm thoán dật, thiết cứ Ninh Đô, phục nhiễu Vạn An, Thái Hòa, bất năng kích diệt. Lạt Bố sở hạt quan binh vi sổ bất vi thiểu, nãi nhất đại nhâm bất năng tiễn trừ, nghi nghiêm gia xử phân, sĩ sự bình nhật nghị tội." | ” |

Năm thứ 17 (1678), tháng 1, Hộ quân Thống lĩnh Cáp Khắc Tam (哈克三) đánh tan quân Hàn Đại Nhâm ở Lão Hỗ động, phá hủy quân lũy, chém đầu hơn 6000 người. Hàn Đại Nhâm chạy về Phúc Kiến, đầu hàng với quân của Khang Thân vương Kiệt Thư. Tháng 2 cùng năm, ông dẫn quân di chuyển đến Hồ Nam, trú thủ Trà Lăng. Tháng 8, Ngô Tam Quế chết ở Hàng Châu, triều đình lệnh ông từ An Nhân tiến quân. Năm thứ 18 (1679), tháng 1, tiến quân thu phục Hàng Châu. Tháng 2, phân binh thu phục Kỳ Dương, Lỗi Dương, Bảo Khánh. Tháng 9, ông tiến quân đến Quảng Tây, trú thủ Quế Lâm. Năm thứ 19 (1680), tháng 1, Mã Thừa Ấm (马承廕) làm phản tại Liễu Châu. Tháng 5, ông tấn công Liễu Châu, Mã Thừa Ấm liền đầu hàng. Tháng 8, ông di quân trú thủ Nam Ninh. Năm thứ 20 (1681), tháng 8, triều đình triệu hồi ông về Kinh sư. Ngày 12 tháng 12 (âm lịch) cùng năm, giờ Mùi, ông qua đời khi mới 28 tuổi.
Năm thứ 21 (1682), truy luận việc ông làm lỡ thời cơ ở Cát An, hành quân không theo quy tắc, ông bị đoạt tước. 1 năm sau, tước vị do em trai Nhã Bố thừa tập.

## Gia quyến
- Đích Phúc tấn: Nạp Lạt thị (纳喇氏), con gái của Đô thống phẩm cấp Mục Chiêm (穆占).
- Thứ thiếp: 
  - Đặng thị (邓氏), con gái của Đặng Hằng Ngọc (邓恒玉)).
  - Tương thị (蒋氏), con gái của Tương Tuấn Phụ (蒋俊辅).
- Con trai: A Khắc Đôn (阿克敦, 1680 – 1682), mẹ là Thứ thiếp Đặng thị. Chết yểu